# Ghasri Valley
Għasri Valley, auch Wied il-Għasri, ist eine Meerschlucht auf der maltesischen Insel Gozo. Die Schlucht setzt sich in Richtung der Ortschaft Għasri landseitig fort.

## Lage und Größe
Għasri Valley befindet sich an der Nordküste der Insel. Die Ortschaft Għasri ist ca. 2,5 Kilometer entfernt. Die Schlucht hat meerseitig eine Länge von ca. 250 Metern und eine Breite von 15 bis 30 Metern. Die vom Meer landeinwärts gehend Verlängerung der Schlucht hat noch eine Länge von ca. 500 Metern.

## Bedeutung für den Tourismus
Durch die sehr abgelegene Lage und schwierige Erreichbarkeit hat Għasri Valley keinerlei Bedeutung für den Tourismus. Lediglich bei Tauchern hat die Schlucht einen gewissen Bekanntheitsgrad, da sich rechtsseitig, außerhalb der Schlucht ein bekannter Tauchplatz befindet.
Es handelt sich um eine große Unterwasserhöhle, die einen großen luftgefüllten Hohlraum aufweist. Dies Höhle wird als Cathedrale Cave oder Blue Dome bezeichnet.

## Umwelt
Obwohl die unmittelbare Umgebung und Għasri Valley selbst einzigartig auf Gozo sind, fällt die Schlucht unter kein unmittelbares Schutzprogramm. Lediglich die Nordküste von der Ramla Bay bis kurz vor Għasri Valley sind Bestandteil des Projekts Natura 2000. Durch die Steilwände und ihre Versteckmöglichkeiten brüten und nisten hier viele Vogelarten.

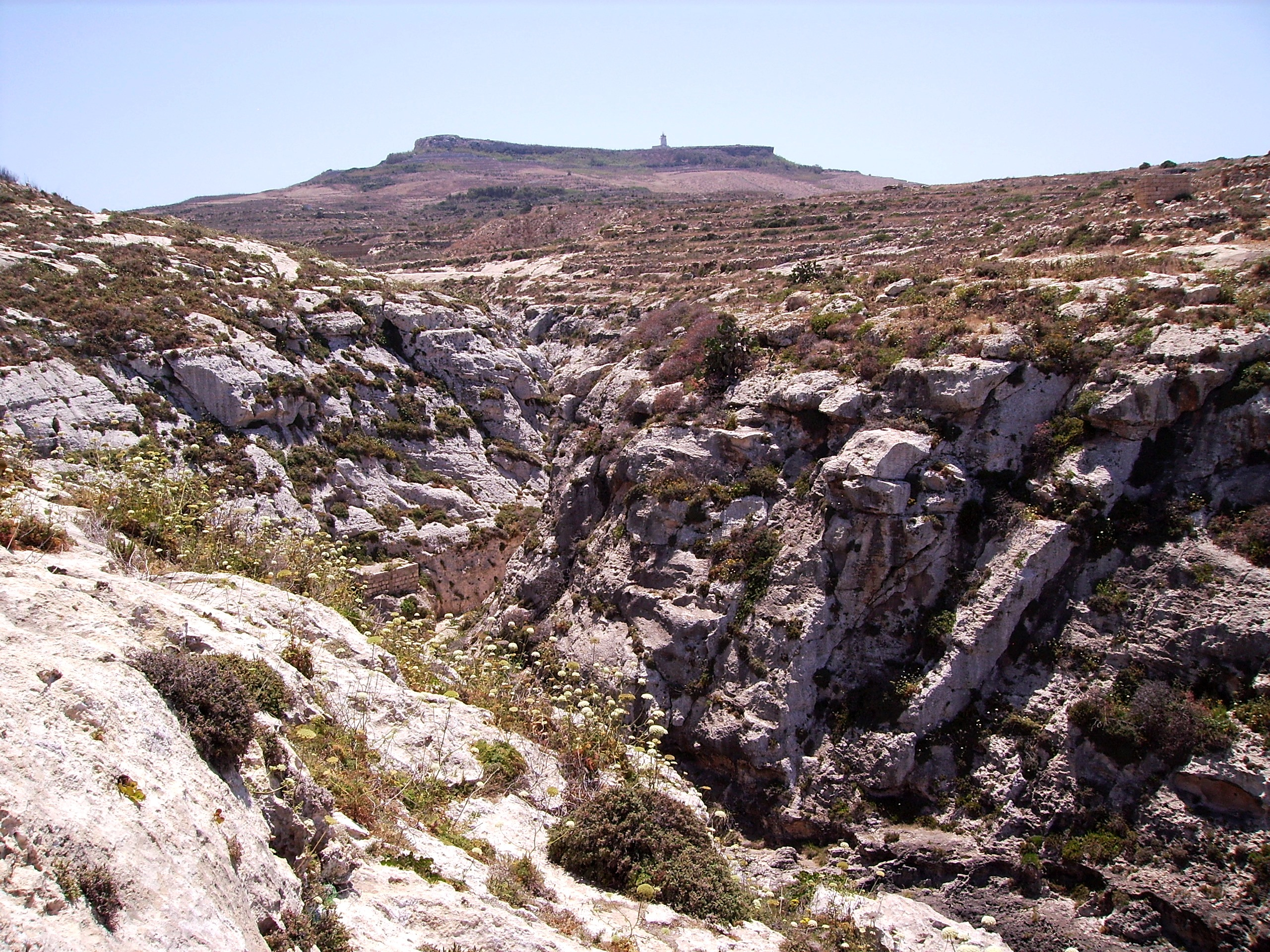
Għasri Valley vom Meer aus in Richtung Għasri gesehen. Im Hintergrund sieht man den Leuchtturm Ta’ Gordon.
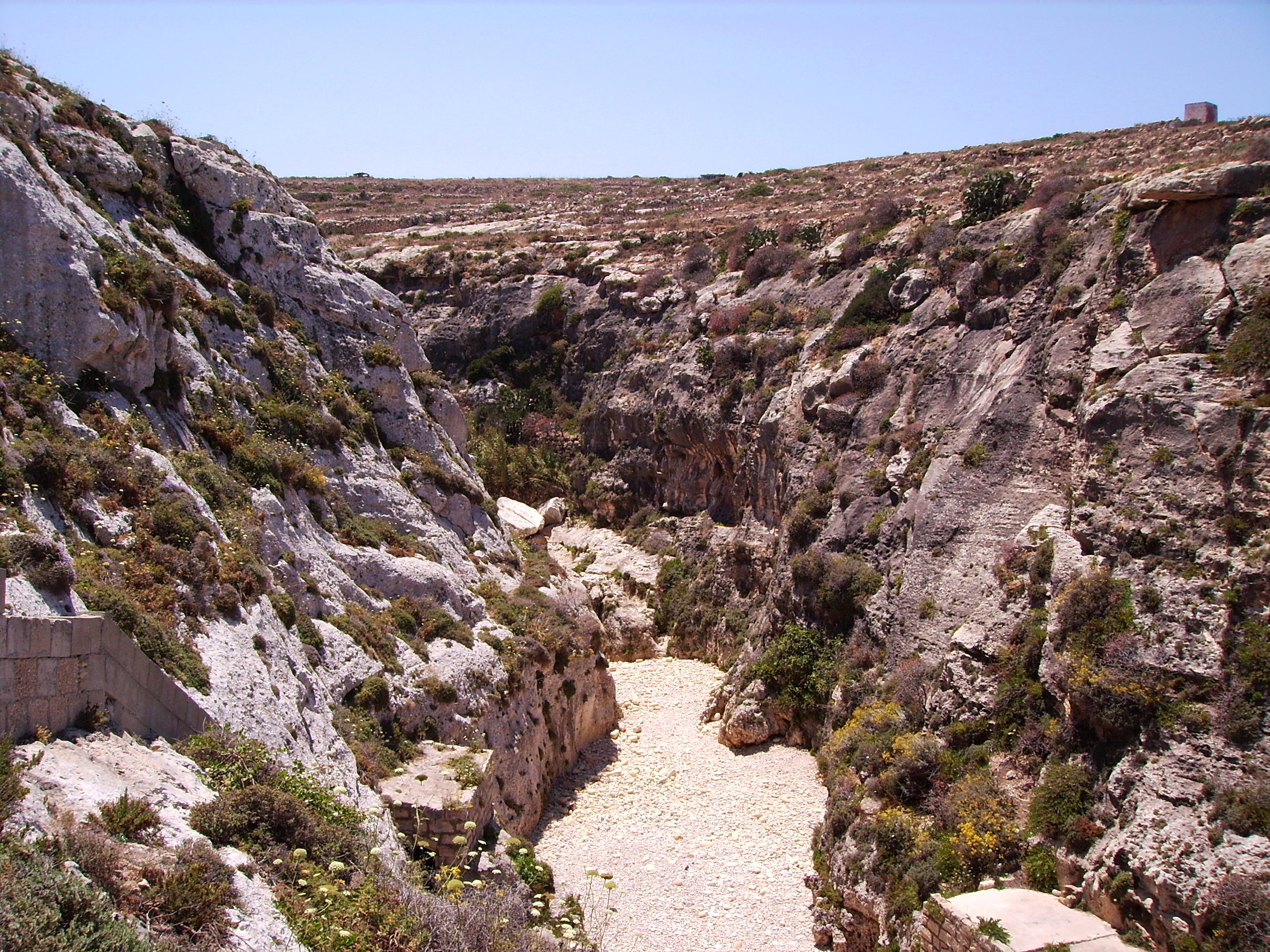
Die landseitige Fortsetzung der Schlucht
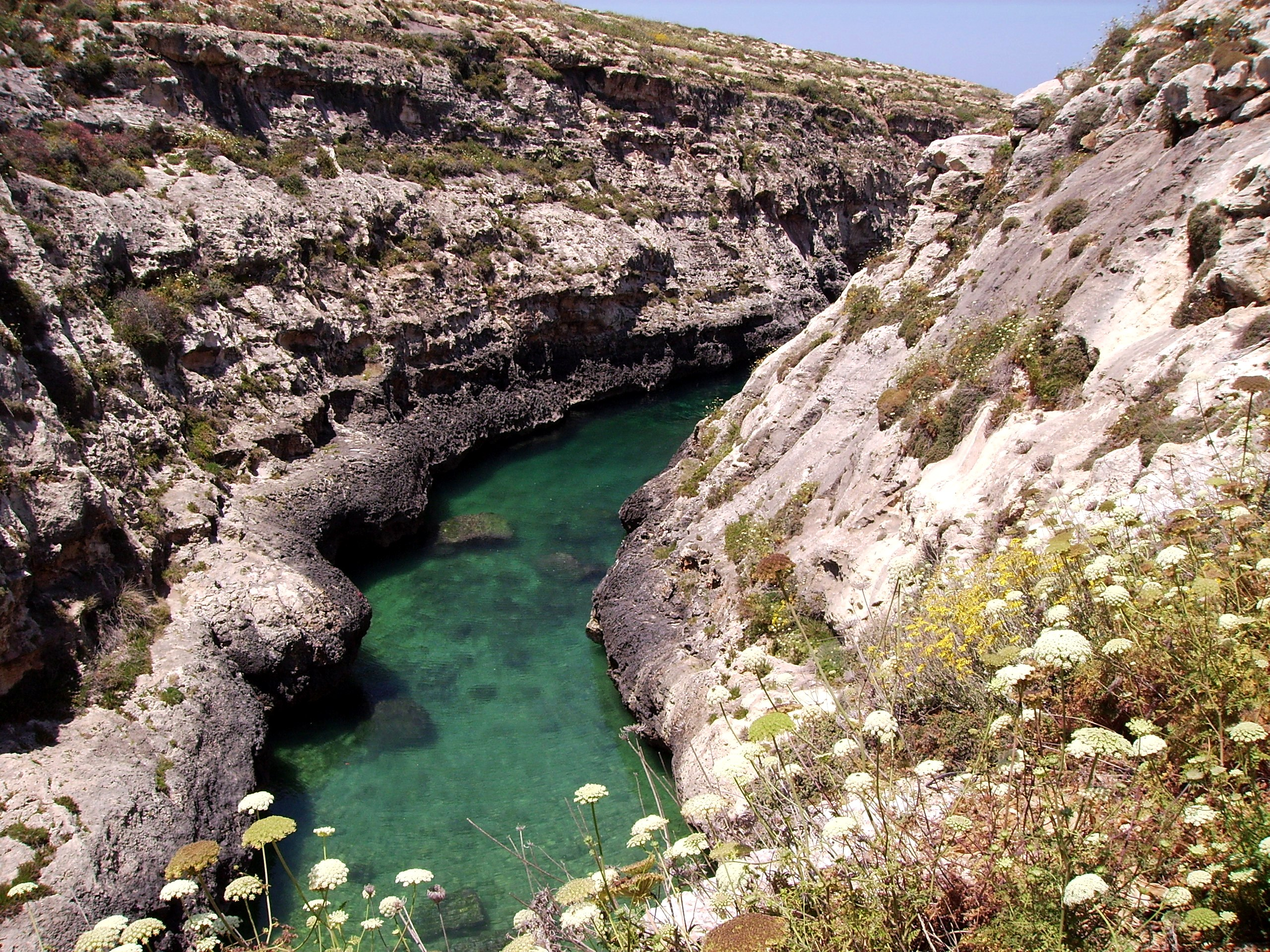
Die Schlucht Richtung offenes Meer

## Vegetation
Die Schlucht selbst hat nur sehr wenig Mutterboden. Deshalb leben hier vor allem spezialisierte Pflanzen, die auf dem kargen und ganzjährig trockenen Boden leben können. Hierzu gehören Sukkulenten, Kapern und Kakteen.

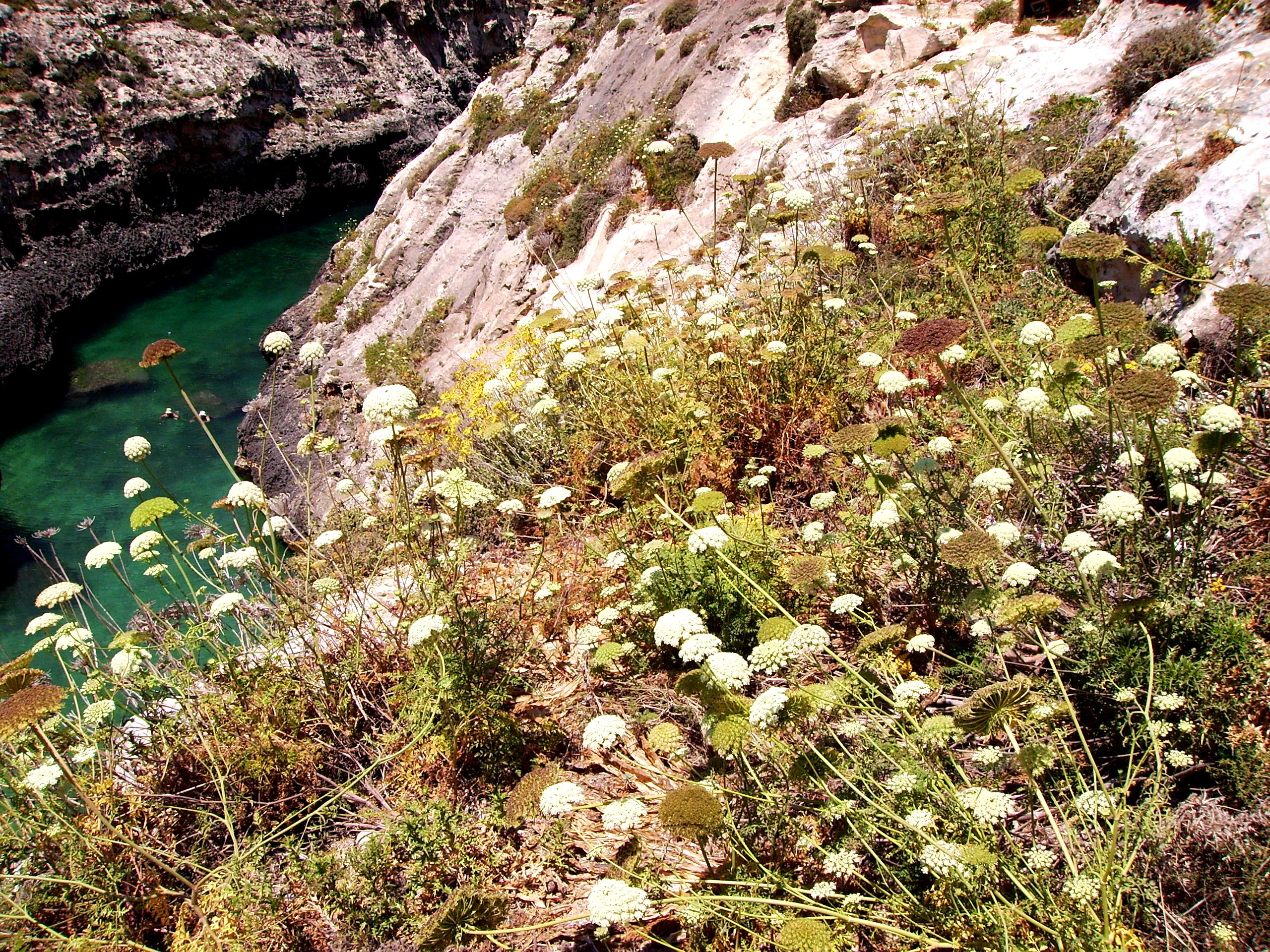
Typischer Bewuchs in der Schlucht
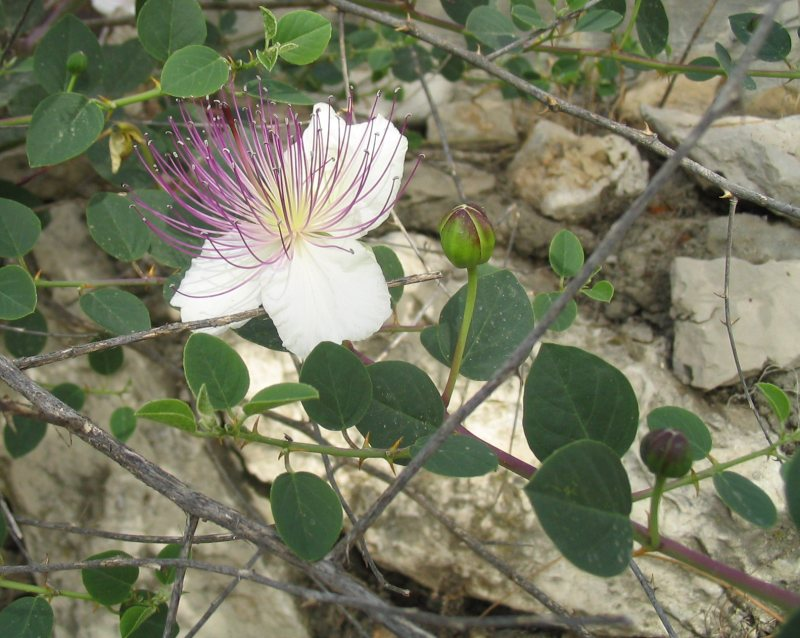
Capparis spinosa
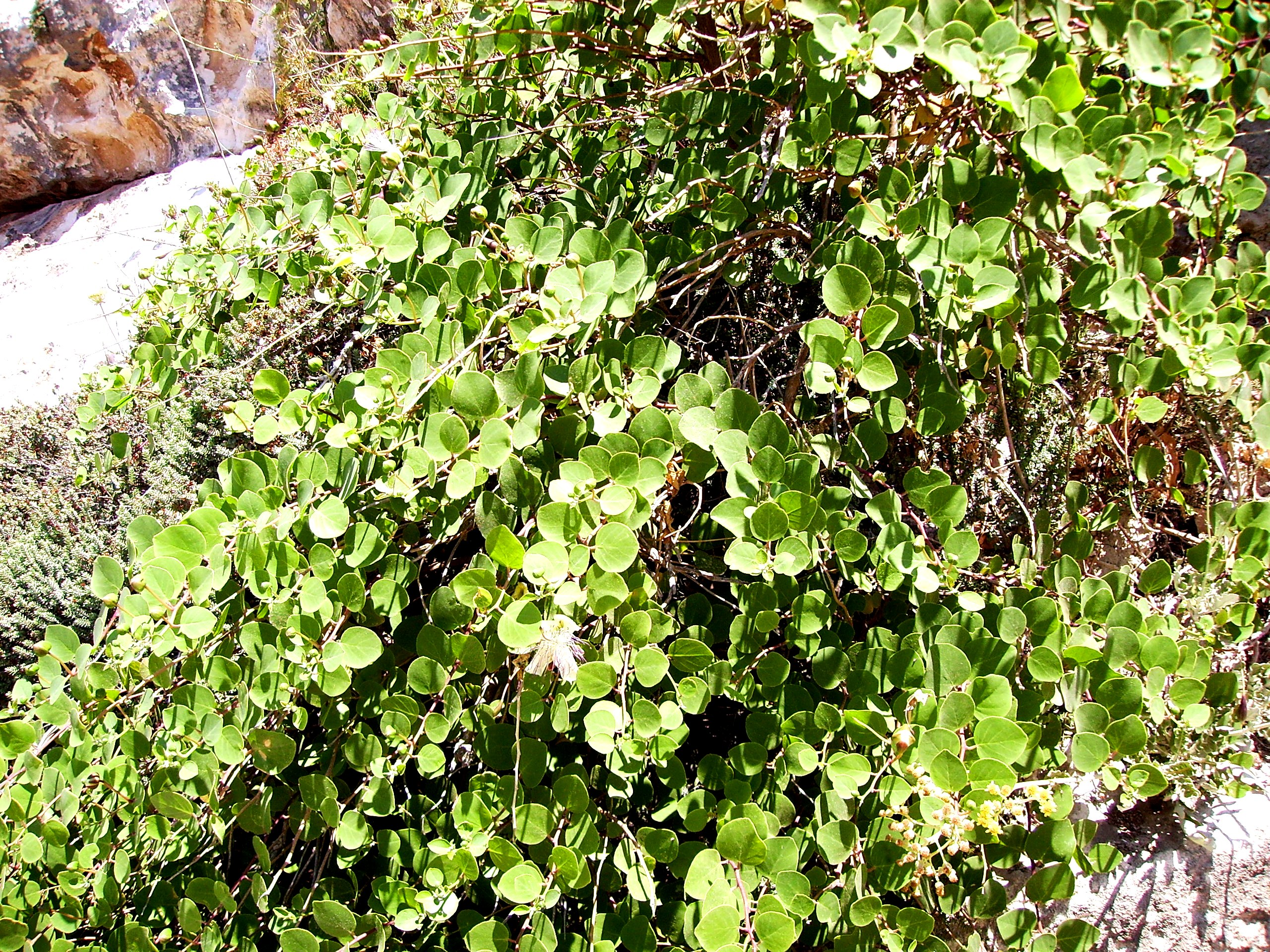
Kapernstrauch

## Marines Leben
Die Schlucht ist sehr flach und hat eine maximale Tiefe von ca. 10 Metern. In den flacheren Bereichen leben hauptsächlich Mittelmeer Mönchsfische, kleine Muränen, Meeräschen und in den dunkleren Bereichen sieht man häufig den Meerbarbenkönig. Außerhalb von Għasri Valley befindet sich Cathedral Cave. Hier leben viele Krustentiere, wie Einsiedlerkrebse, Langusten und der große Bärenkrebs. Im Freiwasser jagen pelagische Fische wie Barrakudas, Makrelen und kleine Tunfische.

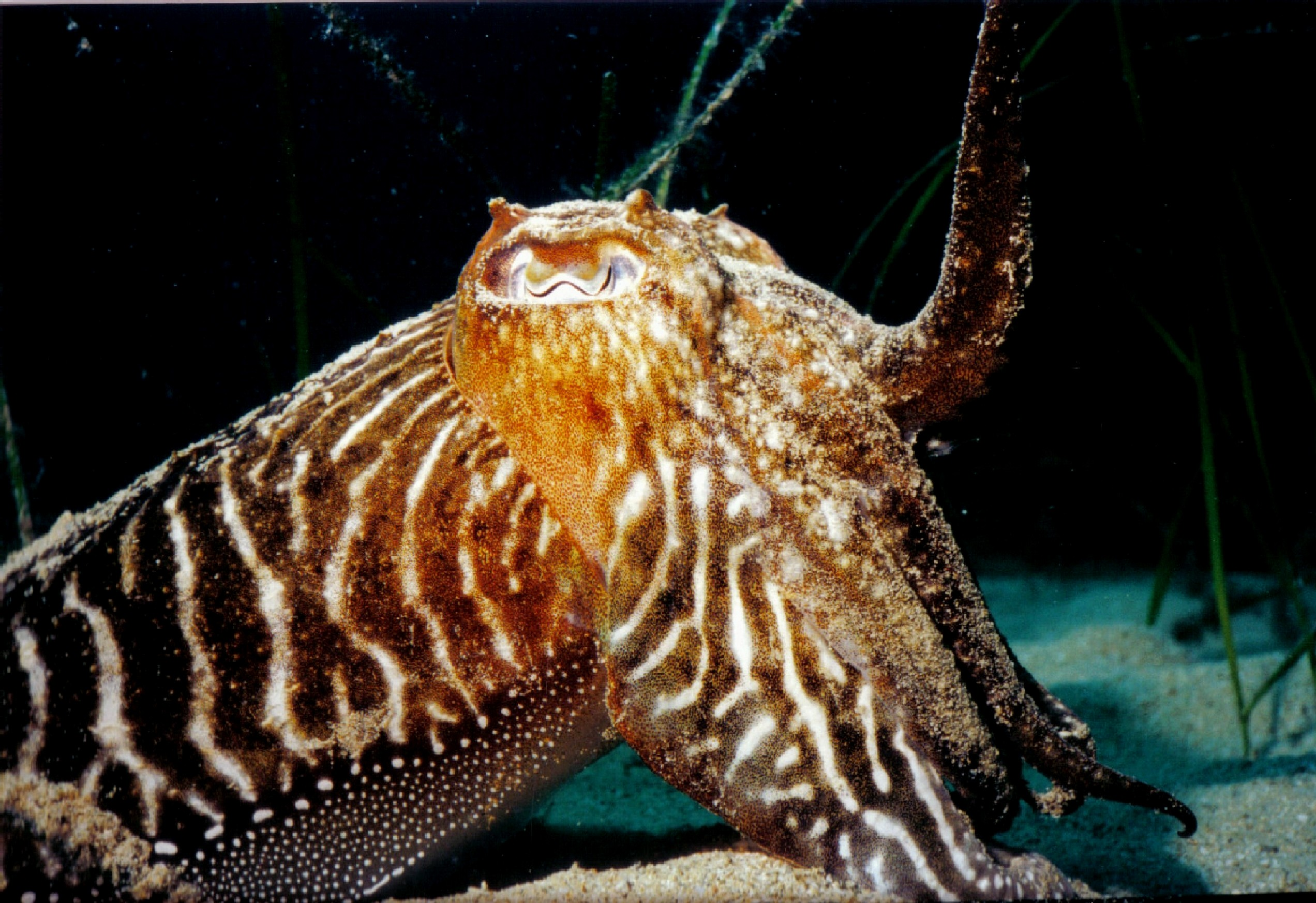
Sepia
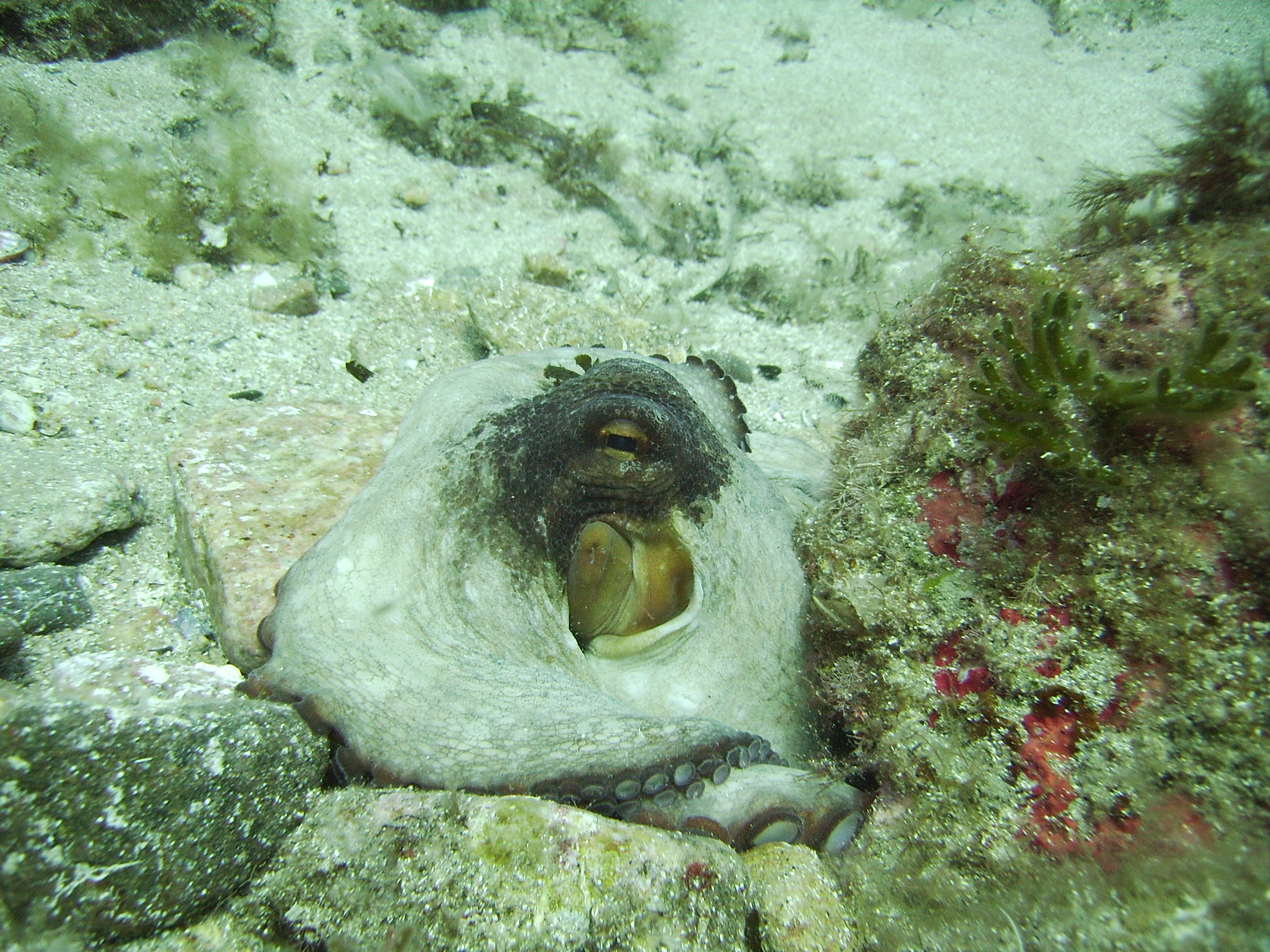
Octopus vulgaris
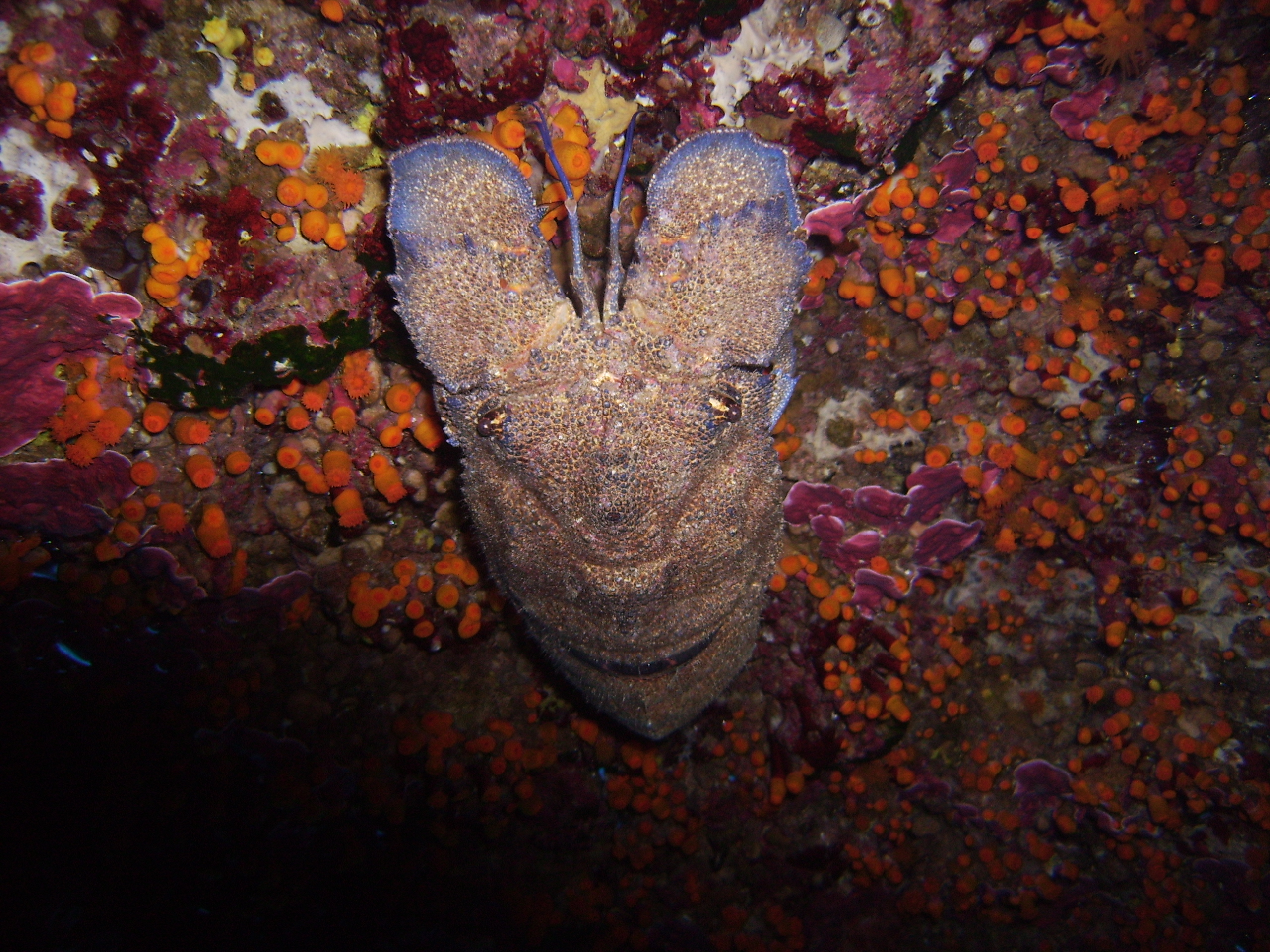
Großer Bärenkrebs
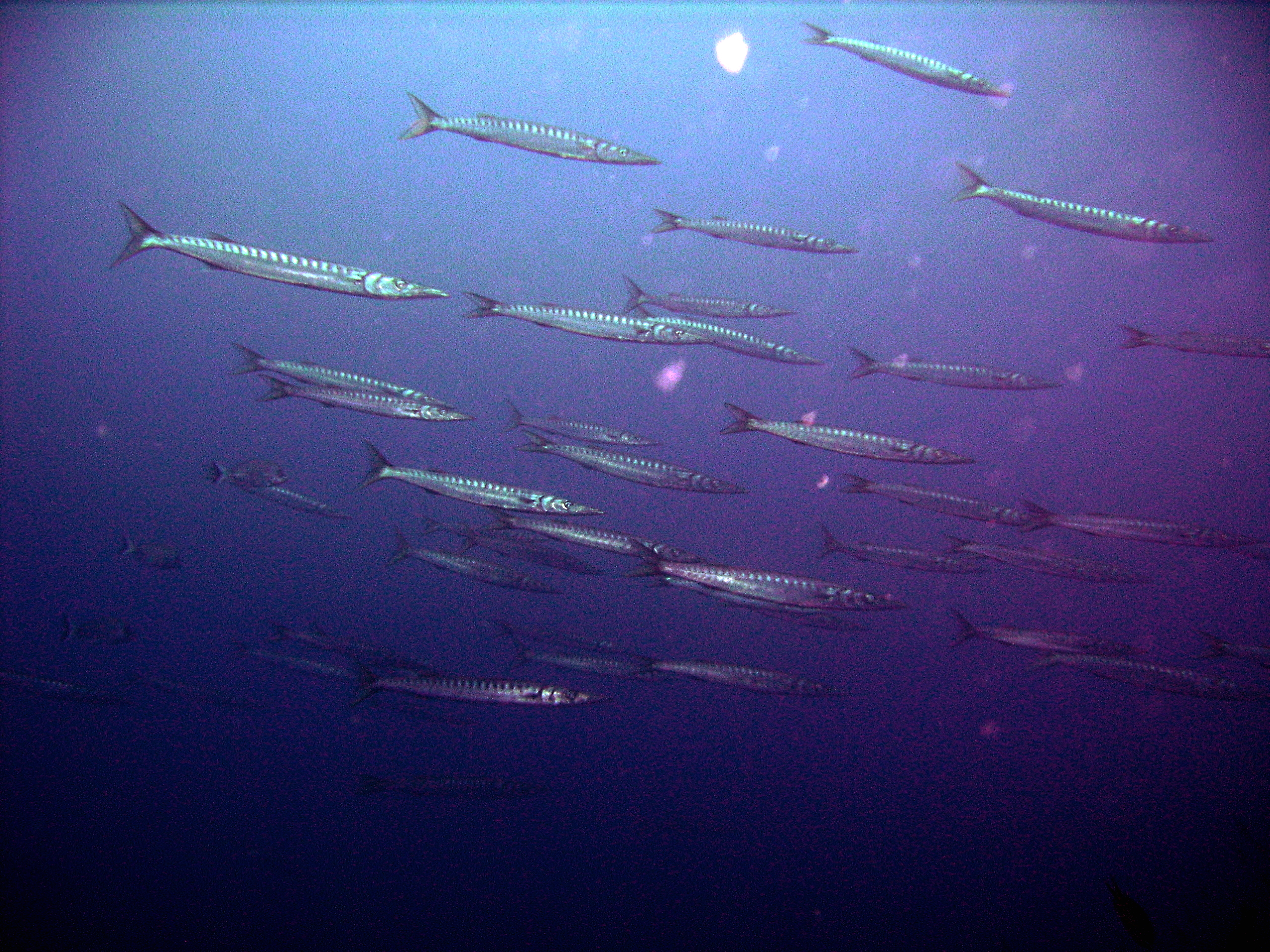
Barakudaschwarm

## Umgebung
In der Nähe von Għasri Valley befindet sich Reqqa Point. Dies ist der nördlichste Punkt des maltesischen Archipels. Die Ortschaften Żebbuġ und Għasri sind von Għasri Valley ebenfalls leicht zu erreichen. Der Leuchtturm Ta’ Gordon befindet sich ca. 1,5 Kilometer entfernt. Die sehr beliebte Badebucht Xwejni Bay ist ca. 2,2 Kilometer entfernt.